# バグダッド (フロリダ州)
バグダッド（英: Bagdad）は、アメリカ合衆国のフロリダ州サンタローザ郡にある国勢調査指定地域（CDP）。2000年国勢調査時の人口は1490人で、ペンサコーラ＝フェリー・パス＝ブレント大都市圏に位置する。
イギリスの自動車番組『トップ・ギア』でこの町が登場した際、司会者はイラクの首都と同名であることを念頭に「戦争中の両国に同じ地名がある」と皮肉った。

## 地理
国勢調査局の調査では総面積11.0平方キロ（4.2平方マイル）で、うち9.1平方キロ（3.5平方マイル）が陸地、総面積の16.98%にあたる1.9平方キロ（0.7平方マイル）が水域である。
2005年にはハリケーン「デニス」によって甚大な被害が生じた。

## 人口動態
2000年の国勢調査時点でこの町には1490人、587世帯、406家族が暮らしていた。人口密度は1平方キロあたり163.4人で、平方マイルに換算すると423.3人となる。住居数は659軒で、1平方キロあたりに72.3軒（1平方マイルあたりでは187.2軒）建っていることになる。住民のうち白人が80.00%を、アフリカ系が13.62%を、先住民が1.21%を、アジア系が0.40%を、太平洋諸島系が0.07%を、その他が0.47%を、混血が4.23%を、ヒスパニック・ラテン系が1.88%をそれぞれ占める。
587世帯のうち28.6%は18歳未満の子供と暮らしており、50.3%は夫婦で生活している。14.5%は未婚の女性が世帯主であり、30.7%は家族以外の住人と同居している。26.1%が独り身世帯で、11.2%を独居老人が占める。1世帯あたりの平均構成人数は2.50人、家庭の構成人数は2.93人である。
住民のうち23.8%が18歳未満の未成年、7.7%が18歳以上24歳以下、27.9%が25歳以上44歳以下、24.4%が45歳以上64歳以下、16.2%が65歳以上となっており、平均年齢は39歳である。女性100人に対し男性が94.8人いる一方、18歳以上の女性100人ごとに対しては89.8人いる。
一世帯あたりの平均収入は32,313米ドルで、家族ごとでは46,786米ドルである。男性の平均収入は30,104米ドル、女性の平均収入は22,604米ドルで、労働者でない人々も含めた住民一人当たりの収入は15,980米ドルとなる。総人口の22.5%、家族の13.5%、18歳未満の子どもの36.7%、および65歳以上の老人の12.6%は貧困線以下の収入で生計を立てている。

## ゆかりの人物
- ジャスタス・スミス・スターンズ（Justus Smith Stearns） - この地域で活動した実業家